# Alstroemeria discolor
Alstroemeria discolor es una especie fanerógama, herbácea, perenne y rizomatosa perteneciente a la familia de las alstroemeriáceas. Es una planta endémica de Chile, especialmente descrito en Valparaíso. Es un geófito tuberoso y crece principalmente en el bioma subtropical.